# Alexanders buskekorre
Alexanders buskekorre (Paraxerus alexandri) är en däggdjursart som först beskrevs av Thomas och Wroughton 1907. Den ingår i släktet Paraxerus och familjen ekorrar. Inga underarter finns listade.

## Beskrivning
Pälsen på ryggsidan är spräcklig i gult, svart och grått, vilket ger en grönbrun ton på håll. Längs ryggens mittlinje har den en bred, brunorange strimma, omgiven först av en smalare, svart strimma på varje sida, och utanför dessa en likaledes smal, krämfärgad strimma. Huvudet är färgat på samma sätt som kroppens ovansida, men vanligen med en vit ring kring varje öga och kort, vit behåring på öronens kanter. Undersidan är även den spräcklig på samma sätt som ovansidan, men ljusare i färgen. Svansen är lång och korthårig, samt med otydliga, bruna och ockrafärgade ringar. Arten är liten och trubbnosad, med en kroppslängd mellan 9 och drygt 11 cm, ej inräknat den 9 till knappt 13 cm långa svansen. Vikten varierar mellan 40 och 72 g.

## Utbredning
Denna buskekorre förekommer i östra Kongo-Kinshasa och i Uganda.

## Ekologi
Habitatet utgörs av främst låglänt tropisk regnskog, i synnerhet relativt mogen sådan med högväxtra träd. Speciellt vanlig tycks den vara i Cynometra alexandri, ett träd som tillhör ärtväxterna. Den har emellertid även påträffats i outnyttjade planteringar. I bergstrakter kan den gå upp till 1 500 meter över havet. Arten är dagaktiv och trädlevande, även om den i regel undviker de högsta nivåerna av trädkronorna, och rör sig hoppande och skuttande. Den påträffas främst ensam, även om det inte är ovanligt att även träffa på par.

### Föda och predation
Alexanders buskekorre är allätare: Omkring 50 % av födan består av mindre insekter, framför allt myror. Den äter också växter och växtmaterial, bland annat kåda, och troligen även lavar. Själv utgör arden föda för hökartade rovfåglar, näshornsfåglar och tillfälligtvis även ormar.

## Bevarandestatus
IUCN kategoriserar arten globalt som livskraftig. Populationens förändringar är ej kända, men några generella hot mot arten är inte registrerade. I vissa delar av utbredningsområdet kan emellertid uppodling av skog utgöra ett lokalt hot.